# Dalcerides
Dalcerides is een geslacht van vlinders van de familie Dalceridae.

## Soorten
- D. bicolor Schaus, 1910
- D. ingenita (Edwards, 1882)